# Pattern 1853 Enfield
O Enfield Pattern 1853 rifle-musket (também conhecido como Pattern 1853 Enfield, P53 Enfield e Enfield rifle-musket) foi um mosquete estriado do tipo Minié no calibre .577, usado pelo Império Britânico entre 1853 e 1867, depois do que, vários deles foram convertidos e substituídos em serviço pelo fuzil Snider-Enfield.

## Visão geral
O termo "rifle-musket" se referia a mosquetes que tiveram a "alma" do cano, originalmente lisa, trabalhada de forma a passar a ter estrias ou raias. O comprimento dos canos, permanecia o mesmo, permitindo salvas de tiros em turnos, pois os canos longos eram necessários para permitir que os canos das armas dos mosqueteiros da segunda fileira se projetassem entre as cabeças dos homens da fila da frente. A arma também precisava ser longa o suficiente contra a cavalaria inimiga quando equipada com baioneta. Essas armas de cano estriado, de carregar pelo cano, de tiro único e utilizando o mesmo mecanismo de disparo, também vieram a ser chamados de "rifle-muskets".

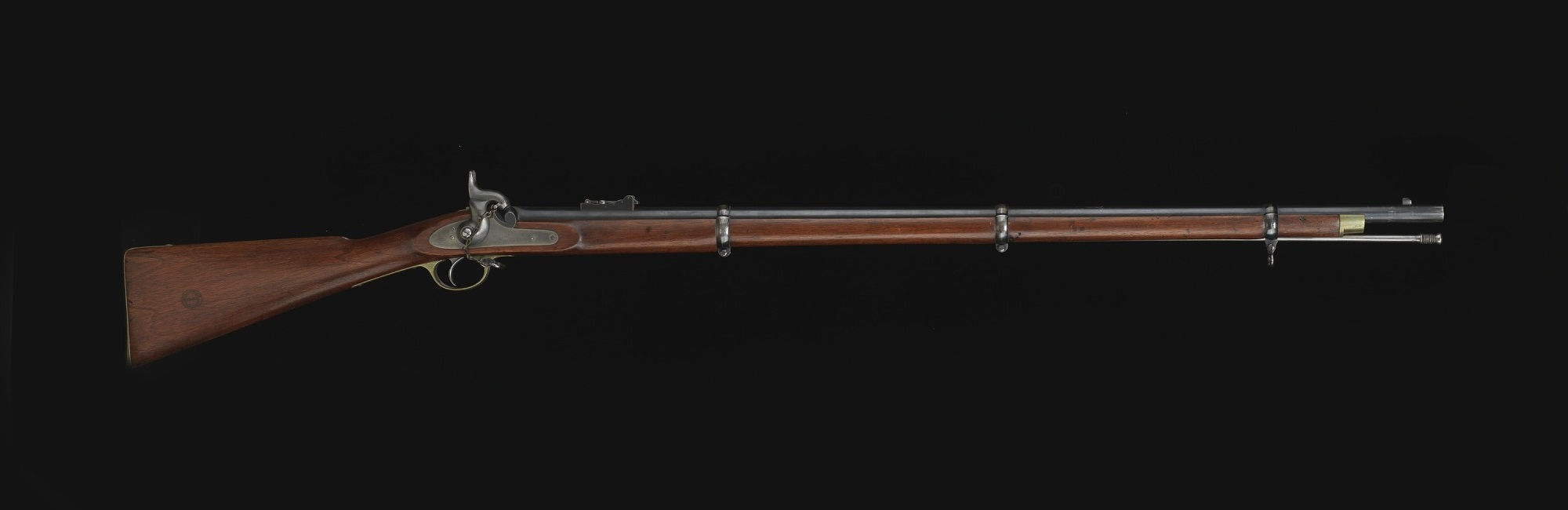
O Enfield Pattern 1853 rifle-musket.

## Características
O Pattern 1853 Enfield foi desenvolvido por William Ellis Metford e Robert Taylor Pritchett no início da década de 1850. Ele tinha um cano de 99 cm de comprimento, com três raias e 1:78 de "passo", ele era preso à coronha com três cintas metálicas, o que lhe originou o apelido de "three band model". Os cartuchos dessas armas, continham 4,5 g (70 gr) de pólvora, e a bala era tipicamente uma versão de 34 g (530 gr) modificada pelo Coronel Boxer da Pritchett ou da Minié, conseguindo velocidades de saída do cano entre 259 e 274 m/s. O diâmetro da bala foi reduzido para 0,553 polegadas (14,0 milímetros), depois que as tropas acharam a de 0,568 polegadas (14,4 milímetros) muito difícil de carregar, além de outras adaptações menores.

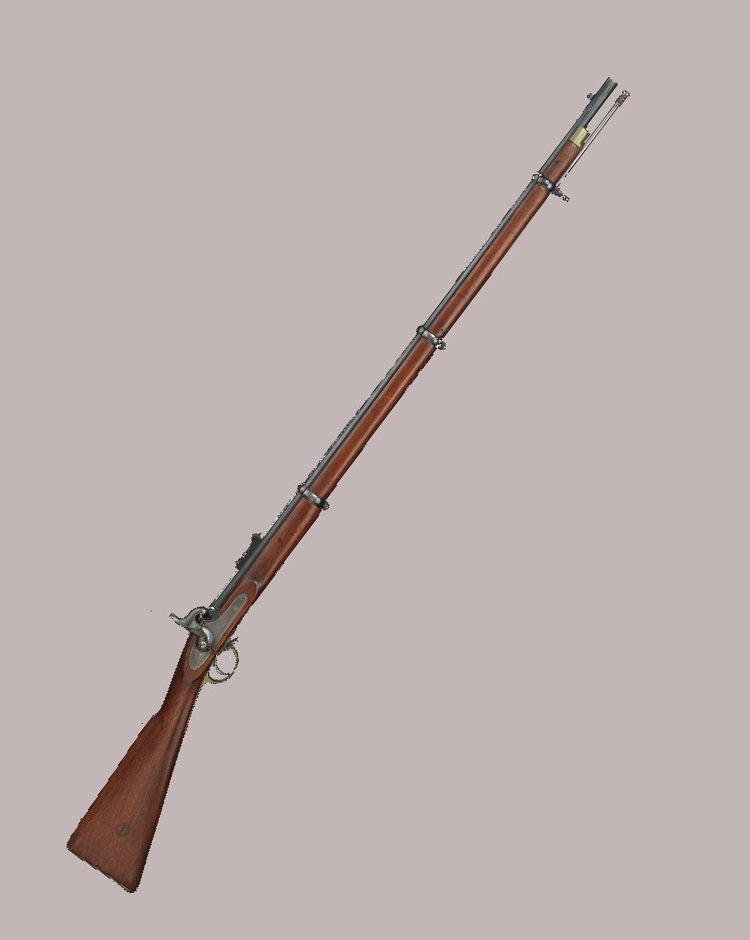
Um Pattern 1853 Enfield ou "three band model" com seu característico cano com três cintas de fixação.

## Histórico
William Pritchett desenvolveu o mosquete estriado Enfield Pattern 1853 na década de 1850. O cano de 39 in (991 mm) tinha três ranhuras, com uma taxa de torção de 1:78, e era preso à coronha com três cintas de metal, de modo que o rifle costumava ser chamado de "three band model". Os cartuchos do rifle continham 70 grãos (4,54 gramas) de pólvora negra, e a bala era tipicamente uma modificação feita pelo Coronel Boxer de 530 grãos (34,3 gramas) da "bala Pritchett" original, ou uma "Burton-Minié", que atingiria uma velocidade de saída de cerca de 850 a 900 pés (259-274m) por segundo.
O projeto original de Pritchett foi modificado pelo coronel Boxer, que reduziu o diâmetro da bala para 0,55 polegadas (14,0 milímetros) depois que as tropas reportaram que o 0,568 polegadas (14,4 milímetros) original era muito difícil de carregar, durante a Rebelião Indiana de 1857, mudando a lubrificação mista cera de abelha-sebo para cera de abelha pura pelo mesmo motivo, e acrescentou um plugue de argila na base para facilitar a expansão, já que o projeto original de Pritchett, que dependia apenas da explosão da carga, causou incrustação excessiva devido a uma expansão muito lenta, permitindo que a pólvora não queimada escapasse ao redor da bala.

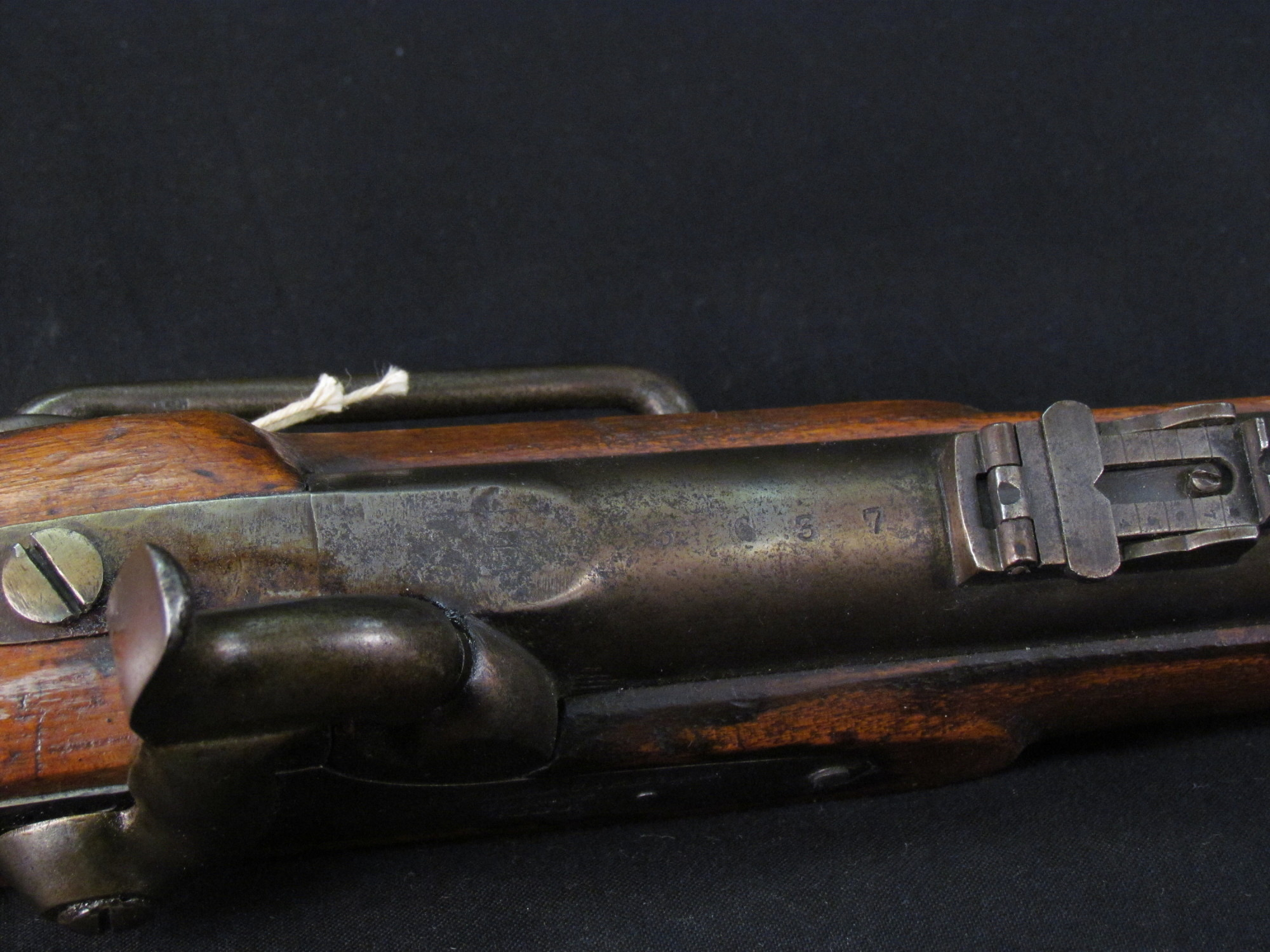
Detalhe da mira graduada em rampa de uma carabina Enfield Pattern 1853.

A visão traseira da mira por rampa ajustável do Enfield tinha degraus para 100 jardas (91,4 metros) - o intervalo padrão ou “visão de batalha” - 200 jardas (183 metros), 300 jardas (274 metros) e 400 jardas (366 metros). Para distâncias além disso, uma mira de lâmina giratória ajustável foi graduada (dependendo do modelo e data de fabricação) de 900 jardas (823 metros) para 1 250 jardas (1 140 metros). Soldados britânicos foram treinados para atingir um alvo de 6 pés (183 centímetros) por2 pés (61,0 centímetros) - com o seu centro contando 2 pontos a até 600 jardas (549 metros). O alvo usado para 650 jardas (594 metros) a 900 jardas (823 metros), tinha um alvo de 3 pés (91,4 centímetros), com qualquer homem marcando 7 pontos com 20 tiros naquela distância sendo designado um "marksman".

## Guerras
Esses foram os conflitos nos quais o Pattern 1853 Enfield rifle-musket foi utilizado:
- Guerra da Crimeia
- Guerra da Flibustaria
- Rebelião Indiana de 1857
- Segunda Guerra do Ópio
- Guerras da Nova Zelândia
- Guerra Civil Americana
- Rebelião Taiping
- Guerra Boshin
- Rebelião Satsuma
- Guerra do Paraguai
- Ataques Fenianos
- Rebelião do Rio Vermelho
- Guerra dos Ducados do Elba

## Usuários
Esses foram os utilizadores do Pattern 1853 Enfield rifle-musket:
- Reino Unido e colônias
- União (Guerra Civil Americana)
- Estados Confederados
- França
- Império do Brasil
- Xogunato Tokugawa
- Império do Japão
- Costa Rica
- Dinastia Qing